# Fossa (animal)
A fossa (Cryptoprocta ferox), também conhecida como fosa, é um mamífero carnívoro da família Eupleridae (anteriormente Viverridae). É encontrado na ilha de Madagascar, sendo o maior carnívoro mamífero da ilha. Ela se alimenta da maioria dos lêmures da região, de outros pequenos roedores e até mesmo alguns répteis e aves.

## Descrição
Sua aparência lembra a de um gato alongado, e sua cauda é quase tão comprida quanto o restante do corpo. Sua coloração é castanho-avermelhada.
Os adultos têm um comprimento de cabeça e corpo entre 70 e 80 cm e pesam entre 5,5 e 8,6 kg, sendo os machos maiores que as fêmeas. Possui cabeça relativamente pequena, com focinho curto e orelhas arredondadas proeminentes.
Diferente dos viverrídeos, as fossas são plantígradas, caminhando com a sola dos pés apoiada no chão. Suas garras são curtas e semi-retrácteis e os tornozelos são flexíveis, o que lhe garante grande habilidade para subir e descer árvores, assim como para pular de árvore em árvore.

Os pesquisadores acham que ele pode ser da família da fuinha, mas sabem pouco sobre a fossa, que existe apenas na ilha de Madagascar, no litoral da África.

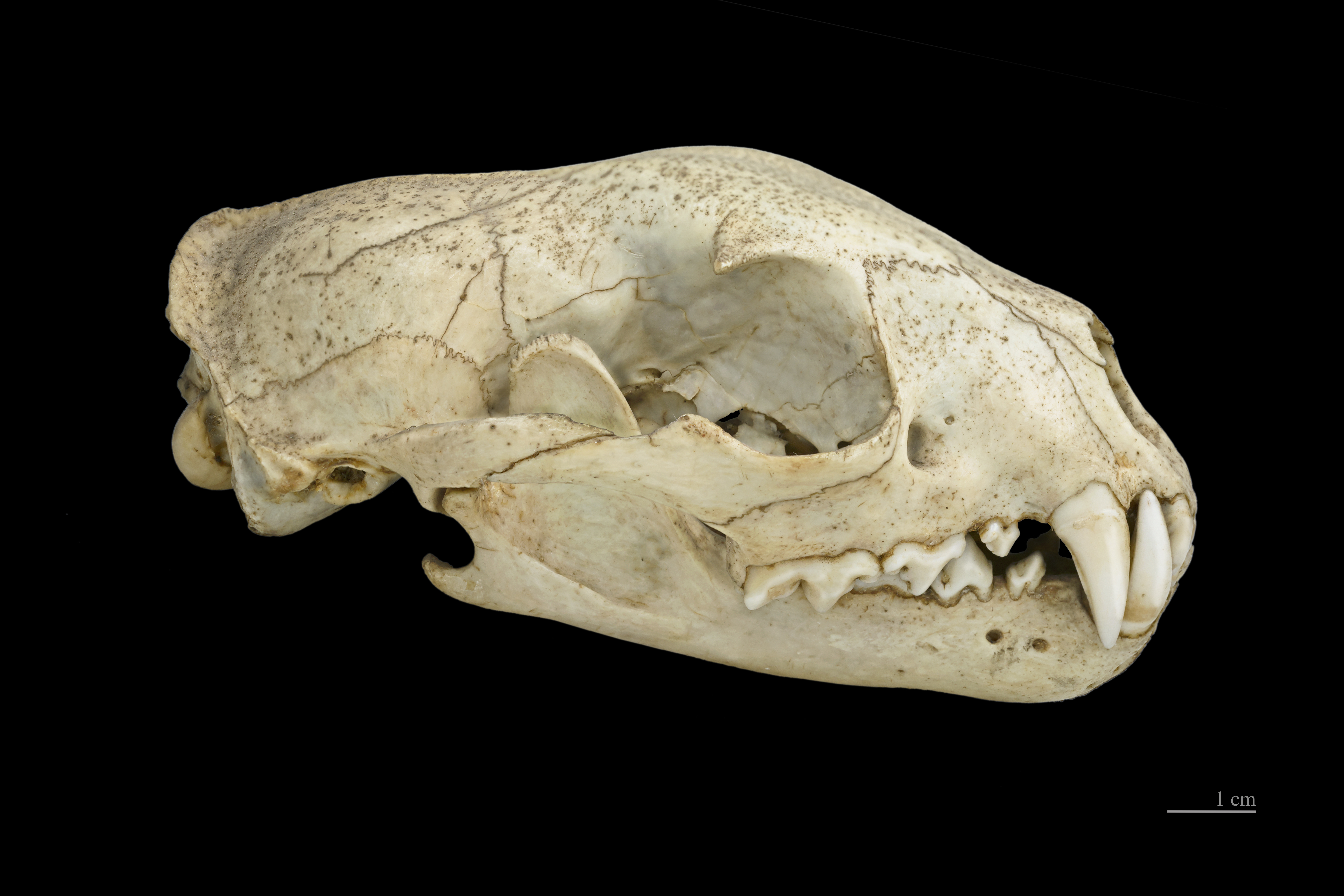
Cryptoprocta ferox

## Distribuição e habitat
As fossas, vivem nas florestas tropicais e savanas arborizadas do litoral de Madagáscar.

## Ecologia
A fossa detesta aparecer. Fica escondida na mata e é tão difícil vê-la que só há pouco tempo cientistas descobriram que não é um animal noturno e costuma ficar ativo também durante o dia. Esses animais vivem solitários, mas no verão procuram parceiros. A fêmea vai para o topo de uma árvore e espera os machos, que são atraídos pelo cheiro que ela exala. Eles ficam nos galhos mais baixos e começam a brigar. Depois, o mais forte sobe até a fêmea para acasalar. Daí, as brigas continuam e a fêmea se acasala com outros vencedores. Após algumas semanas, ela desce da árvore e prepara um ninho de folhas onde vai dar à luz. Em geral, nascem de dois a quatro filhotes. Ela amamenta e cuida dos pequenos sozinha, levando alimentos para eles até que aprendam a caçar com a mesma rapidez que ela.

### Dieta
A fossa é feroz e ataca com rapidez  saltando sobre as presas que podem ser anfíbios, aves e mamíferos.

## Aspectos Culturais
- As fossas são as principais antagonistas na animação Madagascar.
  - Em um episódio de Os Pinguins de Madagascar aparece um bebê fossa que se afeiçoa ao Rei Julien.
    - As fossas aparecem na série Saúdem Todos o Rei Julien.